# 天主教阿雷基帕總教區
天主教阿雷基帕總教區（拉丁語：Dioecesis Arequipensis）是秘魯一個羅馬天主教教省總教區，下轄五個教區，是該國七個總教區之一。
1577年4月16日教區，1943年5月23日升為總教區。
總教區包括阿雷基帕大區三省。2006年有教友857,000人（佔轄區總人口90.0%）、七十四個堂區、177名司鐸。現任總主教為沙勿略·德-爾里奧-阿爾巴，輔理主教為洛夫·安多尼·喬-基斯佩，榮休總主教為若瑟·保祿·里奧斯-雷諾索。